# Stenay
Stenay [stənɛ] ist eine französische Stadt im Département Meuse in der Region Grand Est (bis 2015 Lothringen).

## Geografie

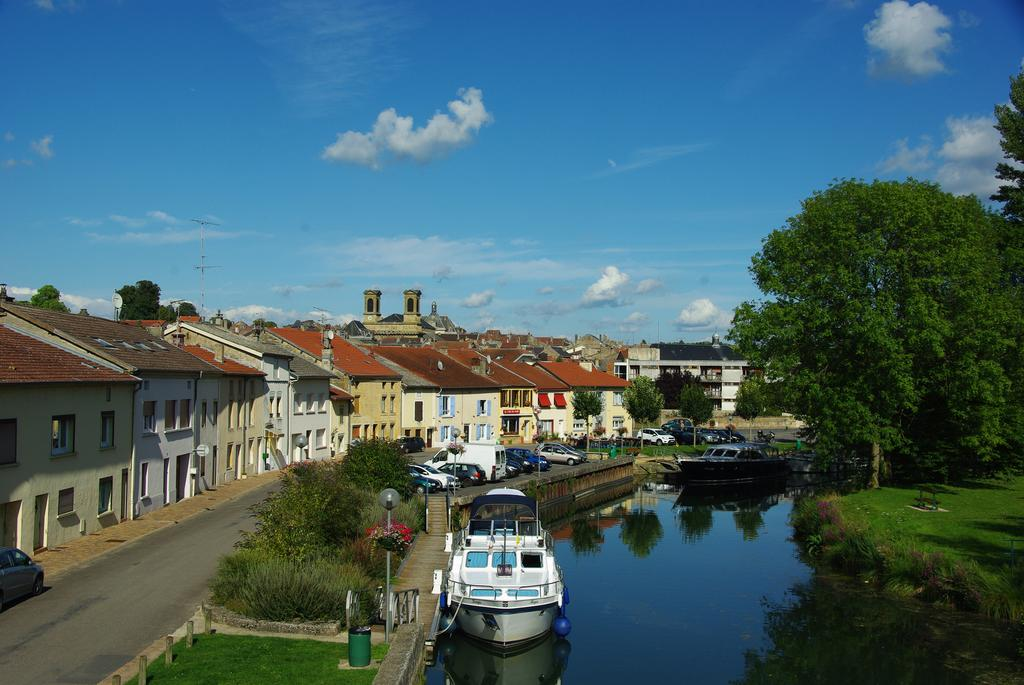
Östlicher Arm der Maas in Stenay

Die 2428 Einwohner (Stand 1. Januar 2022) zählende Gemeinde Stenay deckt eine Fläche von etwa 27 Quadratkilometern ab. Sie liegt am Rand des Woëvre am Ufer der Maas (französisch Meuse) in von jeher französischsprachigem Gebiet. Der Ort wird auch vom Schifffahrtskanal Canal de la Meuse (früher: Canal de l’Est, branche Nord) erschlossen, der von der kanalisierten Maas gebildet wird. Hier mündet auch ein kleiner Nebenfluss der Maas, die Wiseppe.
Nachbargemeinden von Stenay sind Martincourt-sur-Meuse im Norden, Olizy-sur-Chiers, Nepvant und Brouennes im Nordosten, Baâlon im Osten, Mouzay im Südosten, Saulmory-Villefranche im Süden, Wiseppe im Südwesten, Laneuville-sur-Meuse im Westen sowie Cesse im Nordwesten.

## Geschichte

Karte von Stenay (um 1650)

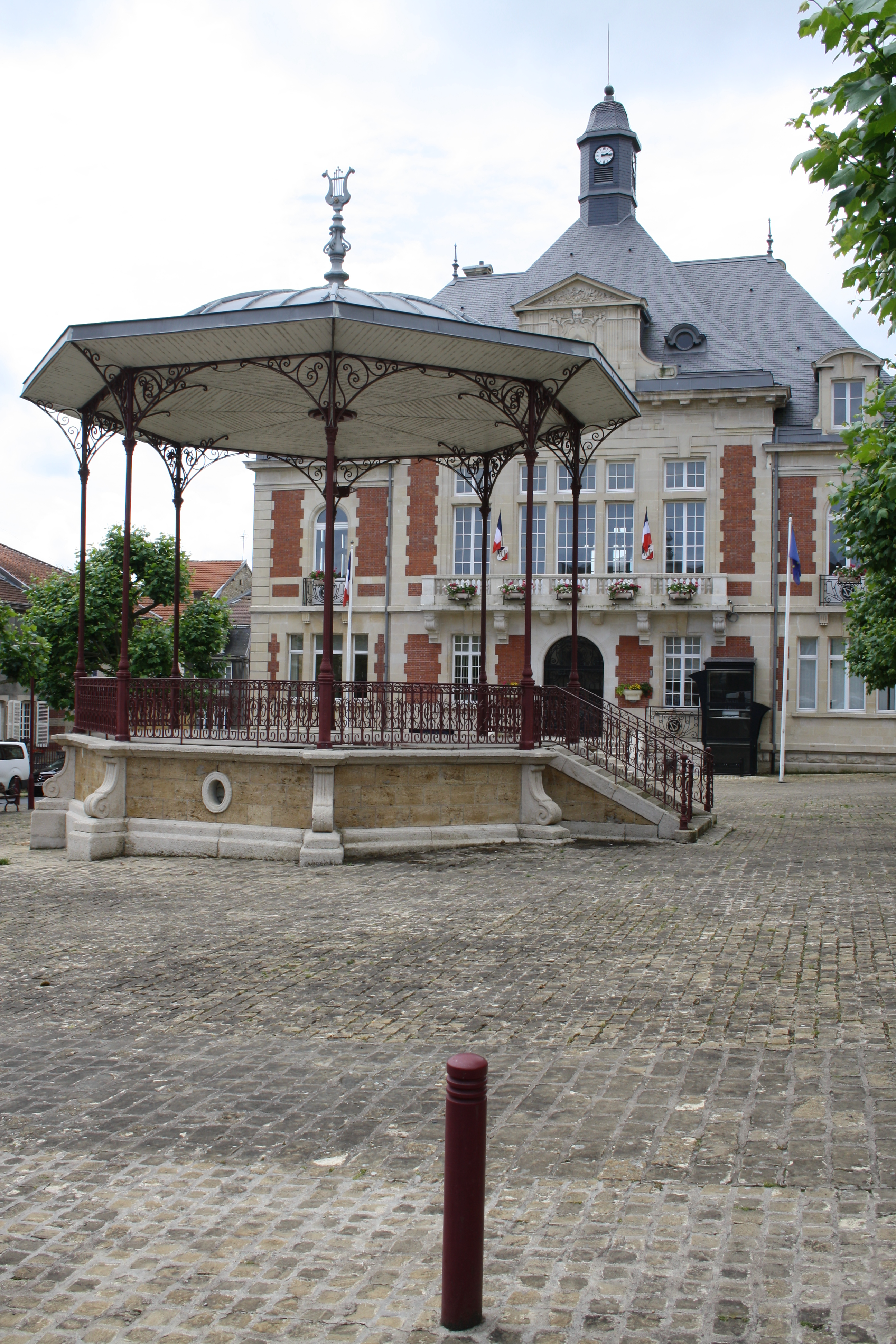
Place de la République mit dem Hôtel de ville (Rathaus)

Eine Niederlassung bestand bereits zur Zeit des Römischen Reichs um 50 v. Chr.
In der Nähe von Stenay wurde am 23. Dezember 679 der Merowingerkönig Dagobert II. ermordet, der dann in einem Kloster im Ort beerdigt wurde. Weder darüber ist eine Urkunde erhalten noch über die Erwähnung 714 als „Sathanagium“ (Liénhard, Dictionaire, 1872). Ob die Erwähnungen 877 als „Astanidum“ und 888 als „Astanid“ auf Stenay oder auf das belgische Esneux bezogen werden können, ist unter Historikern umstritten. Sicher ist, dass König Arnulf im Jahre 888 unter den Besitztümern des Marienstifts in Aachen auch „Astanid“ erwähnt (MGH DArn Nr. 031).
Durch die Bestimmungen im Friede von Vincennes kam die Propstei Stenay 1661 zu Frankreich.
Nach dem Pariser Frieden von 1815, als die Truppen der gegnerischen Parteien Napoleons fünf Jahre lang in Frankreich verbleiben sollten, bezog der Chef der 3. Brigade, der preußische Generalmajor Gustav Xaver Reinhold von Ryssel, das Hauptquartier in Stenay. Er befehligte das 9. Infanterie-Regiment (Colbergisches), das 16. Infanterie-Regiment (3. Westphälisches) und das 5. Dragoner-Regiment (Brandenburgisches) sowie die sechspfündige reitende Batterie Nr. 13.
Stenay ist der Geburtsort des 1879 in Kabul ermordeten britischen Gesandten Louis Cavagnari.
Während des Ersten Weltkriegs richtete der deutsche Kronprinz Wilhelm sein Hauptquartier im Schloss der Familie Verdier ein. Von September 1914 bis Februar 1918 hielt er sich dort als Befehlshaber des Armee-Oberkommandos 5 mit seinem Stab auf. Am 11. November 1918 wurde die Stadt wenige Stunden vor dem Inkrafttreten des Waffenstillstands von der 89. Infanteriedivision der USA unter hohen eigenen Verlusten durch das Artillerieabwehrfeuer der deutschen Truppen besetzt.

### Bevölkerungsentwicklung
| Jahr      | 1962 | 1968 | 1975 | 1982 | 1990 | 1999 | 2009 | 2019 |
| Einwohner | 3829 | 4125 | 3767 | 3693 | 3202 | 2952 | 2768 | 2507 |

## Sehenswürdigkeiten
- Europäisches Biermuseum

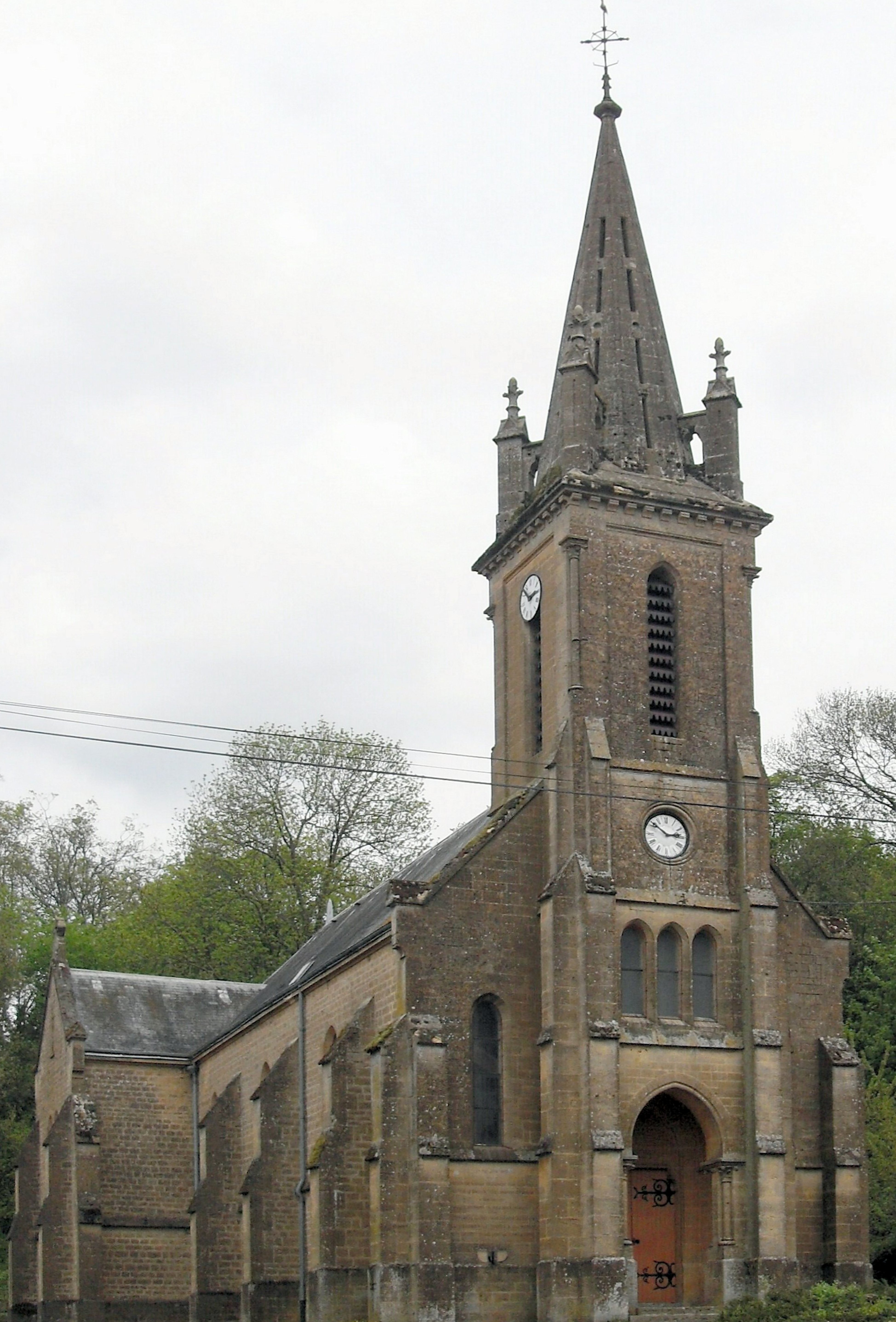
Kirche Saint-Joseph im Ortsteil Cervisy

- Kirche Saint-Joseph im Ortsteil Cervisy
- Kapelle Saint-Lambert de Cervisy im Ortsteil Cervisy aus dem 12. und 13. Jahrhundert (Monument historique)

## Söhne und Töchter der Gemeinde
- Albert Charles Lucien Henry (1878–1943), Tierarzt und Parasitologe

## Partnerstadt
- Münnerstadt (Deutschland)